# Drumul Taberei
Drumul Taberei (en català El camí cap al camp) és un dels barris del Sector 6 de Bucarest que es troba localitzat al sud-est de la capital de Romania. És un dels barris amb més habitants i densitat de la capital. L'origen del nom del barri està en el Bulevard del mateix nom, que comunica el barri amb la resta de Bucarest i se situa la voltant del parc que té el mateix nom. El barri Drumul Taberei està localitzat en la part posterior (a l'est) del Palatul Parlamentului (en català Palau del Parlament), antiga Casa Poporului (en català la Casa del Poble) que va ser construït per ordre de Nicolae Ceausescu.